# Marco Pastors
Marcus Gerhardus Theodorus (Marco) Pastors (Beneden-Leeuwen, 10 september 1965) is een Nederlands voormalig politicus. Van 2002 tot 2005 was hij namens Leefbaar Rotterdam wethouder van de gemeente Rotterdam. In 2006 was Pastors de oprichter en leider van de landelijke partij EénNL.

## Loopbaan

### Pim Fortuyn
Pastors is afkomstig uit Beneden-Leeuwen en kwam voor zijn studie bedrijfseconomie naar Rotterdam. In zijn studententijd was hij lid van studentenvereniging S.S.R.-Rotterdam. Na zijn studie werkte hij van 1990 tot 1993 bij de OV-studentenkaart BV van Pim Fortuyn.
In 1998 verhuisde Fortuyn van de Randweg 76 naar het Palazzo di Petro en nam Pastors zijn woning over. Na de OV-kaart werkte hij vervolgens bij PinkRoccade en bij adviesbureaus voor informatiseringsvraagstukken in de publieke sector.
Toen zijn voormalige baas Fortuyn in januari 2002 lijsttrekker werd van Leefbaar Rotterdam, sloot Pastors zich aan bij deze lokale partij. Leefbaar Rotterdam werd bij de gemeenteraadsverkiezingen van 2002 vanuit het niets de grootste partij in Rotterdam en Pastors werd door de fractie van de partij voorgedragen als kandidaat-wethouder. Op 25 april 2002 benoemde de raad hem in die functie. Hij werd verantwoordelijk voor de post fysieke infrastructuur (onder meer ruimtelijke ordening en volkshuisvesting).

### Wethouderschap
Pastors beijverde zich om een einde te maken aan de verloedering van de Rotterdamse volkswijken. Op onorthodoxe wijze bood hij huurwoningen te koop aan de bewoners. Zijn pogingen om de toeloop van kansarme allochtonen te stoppen door het stellen van toelatingseisen, kregen steun van de landelijke politiek. Hij bemoeide zich met de grootte van moskeeën en keerde zich tegen de bouw van - in zijn ogen - te hoge minaretten. Verder wees hij op verschijnselen als eerwraak, polygamie, gedwongen huwelijken en onderdrukking van vrouwen en homoseksuelen.
Pastors werd regelmatig beschuldigd van provocatieve uitspraken. Hij uitte bijvoorbeeld zijn bezorgdheid voor een islamitische meerderheid in een stadsdeel, met steun "van die idioten van GroenLinks of zo die politiek correct mee gaan zitten doen". Die uitspraak deed hij in de Rotterdamse editie van dagblad Metro. De uitspraak leidde in voorjaar 2005 tot een confrontatie met de gemeenteraad. Enkele wethouders en de burgemeester namen afstand van Pastors. Een motie van wantrouwen werd verworpen, maar Pastors moest zich in zijn uitingen over de islam beperken tot zijn werkterrein van fysieke infrastructuur.
Zijn wethouderschap kwam opnieuw in gevaar toen hij in oktober 2005 in het katholieke informatieblad IDee de volgende uitspraak deed: "Bij christelijke migranten zie ik achterstanden die we gewend zijn te repareren. Zij delen dezelfde cultuurwaarden. Ik weet, ik generaliseer, maar een Antilliaan of Kaapverdiaan weet dat stelen nooit mag. De criminele probleemgroep daarbinnen maakt geen onderscheid tussen gelovigen en niet- of anders-gelovigen. Ze stelen van iedereen! Bij moslims wordt veel van wat zij doen verklaard vanuit hun religie. Het geloof wordt door henzelf als relevant ingebracht. Antillianen of Kaapverdianen gebruiken hun religie niet als verklaring voor hun (wan)gedrag. Moslims gebruiken hun religie wel vaak als reden voor hun gedrag, en om zich van deze maatschappij af te keren. Zo is het bijvoorbeeld onvoorstelbaar voor veel moslims om met een niet-moslim te trouwen. Dat maakt het lastiger om er iets aan te doen."
Op grond van deze uitspraak diende de raadsfractie van GroenLinks op 8 november 2005 een motie van wantrouwen tegen hem in.
De motie werd aangenomen met 23 tegen 20 stemmen, waardoor Pastors' positie onhoudbaar werd en hij aftrad.

### Landelijke politiek
Bij de gemeenteraadsverkiezingen van 2006 was Pastors lijsttrekker van Leefbaar Rotterdam. De verkiezingen brachten voor zijn partij niet de winst waarop hij en de zijnen hadden gehoopt. Leefbaar Rotterdam kreeg 30 procent van de kiezers achter zich, zakte van 17 naar 14 zetels en werd kleiner dan de Partij van de Arbeid. Omdat Pastors niet met de PvdA in een coalitie wilde samenwerken en een voortzetting van het gevoerde beleid wenste, hetgeen niet tot de mogelijkheden behoorde, ging LR in de oppositie.
Samen met LPF-parlementariër Joost Eerdmans richtte Pastors in 2006 de partij EénNL op, met de bedoeling om deel te gaan nemen aan de Tweede Kamerverkiezingen 2006. Daaraan voorafgaand verscheen in oktober van zijn hand Tot uw dienst: een politiek pamflet. De nieuwe partij kreeg veel mediabelangstelling. Een bekend incident vond plaats toen Pastors een lokaal met voornamelijk allochtone leerlingen toesprak over integratie, onder wie voor de discussie, Esmaa Alariachi. Pastors: "Moslims moeten ook accepteren dat er homo's zijn." Alariachi: "Oh, dus moslims moeten allemaal homo worden?!" Pastors: "Je moet die doek eens van je oren halen."
In november 2006 deden de Islam Democraten aangifte tegen de partij EénNL, nadat Pastors vlak voor de Tweede Kamerverkiezingen in een radiospotje de islamisering van Nederland had vergeleken met de opkomst van de nationaalsocialisten in de jaren dertig. Pastors had in het spotje aangegeven dat volgens hem de gevestigde orde in de jaren dertig de andere kant op keek toen de nationaalsocialisten opkwamen, en dat nu hetzelfde gebeurt met de islamisering. De Islam Democraten voelden zich door deze vergelijking gekwetst. De rechter oordeelde evenwel dat Pastors zijn uitspraak niet terug hoefde te nemen. Pastors nam zijn woorden ook niet terug, en stelde dat hij met de vergelijking slechts een discussie op gang had willen brengen met politieke tegenstanders.
Op de kandidatenlijst prijkten eind 2006 bekende namen als die van moslimvoorman Hikmat Mahawat Khan, LR-raadslid Ronald Sørensen, ex-VVD'er Anton van Schijndel en oud-journalist Sander Simons. Pastors werd zelf lijsttrekker. De partij kwam echter enkele duizenden stemmen tekort voor een zetel.

### Vertrek uit de politiek
Voor de gemeenteraadsverkiezingen van maart 2010 was Pastors wederom lijsttrekker van Leefbaar Rotterdam. Leefbaar en de PvdA eindigden op gelijke hoogte, maar ook na hertelling wonnen de sociaaldemocraten met gering verschil. Voorafgaand aan de verkiezingen had Pastors laten weten niet terug te keren als raadslid indien Leefbaar opnieuw tot de oppositiebankjes zou worden veroordeeld.
Op 13 december 2011 werd bekend dat Pastors als topambtenaar een nationaal programma voor het aanpakken van problemen in Rotterdam-Zuid gaat leiden. Op 26 januari 2012 nam Pastors afscheid van de Rotterdamse gemeenteraad, om op 1 februari te beginnen als directeur van het Nationaal Programma Rotterdam Zuid.

## Persoonlijk
De partner van Pastors, Ingeborg Hoogveld, zou in 2014 aanvankelijk in zijn voetsporen treden als wethouder, maar met 17 tegen 28 stemmen werd dit toch Ronald Schneider.
- Gemeinsame Normdatei: 132680432
- International Standard Name Identifier: 0000 0001 1439 3931
- Library of Congress Control Number: no2008036444
- Nederlandse Thesaurus van Auteursnamen: 278571727
- Parlement.com: vhdf1dj4clvz
- Virtual International Authority File: 21945656
- WorldCat: E39PBJkxPHdXfXWkwTWg4PbmVC